# Алевади
Алевади - представники могутньої фессалійської знаті VII-III століття до н.е. Головним містом Алевадов була Лариса. Династія тагів (князей) Фессалії.

## Історія
Засновником династії був Алев (або Алева) на прізвисько Пірр ("рудий"), який був нащадком голови одного з племен що прийшли з Епіру на територію сучасної Фессалії. Він спочатку зміг отаборитися у місті Лариса, а згодом стати її володарем. Це відбулося десь наприкінці VII ст. до н.е. Алев передав свою владу Сіру, який у свою чергу брав участь у Першій священній війні.
До того ж Сір першим з Алевадів зумів стати тагом всієї Фессалії. Він запрошував до себе поетів, людей мистецтва, зокрема Сімоніда Кеоського. Після цього відомостей щодо Алевадів немає. скоріш за все вони стикнулися з протидіями інших фессалійських родин - Скопадів з м.Краннон та Ехекратидів з м.Фарсал.
У 575 році до н.е. ймовірно до найбільшої сили вибилися Скопади, представник яких Діакторид навіть сватався до доньки Клісфена, тирана Сікіона. З цього момента до 498 року до н.е. тагами Фессалії були Скопади та Ехекратіди, що вступили в родинні стосунки з Ехекратидами. У 550-560-х роках до н.е. тагом був Креон Скопад, у 560-520-х роках до н.е. - Антіох Ехекратід, у 520-х до н.е. - Скопас Скопад, а до 498 року до н.е. - Кіней Скопад. 
Проте Алевади зуміли повернути собі владу - в 498 році до н.е. новим володарем Фессалії став Форакс Алевад разом з братами - Евріпілом та Фрасідеєм. Вони підкорили інші міста області, але не почували себе міцно. Тому Алевади звернулися до перського царя Ксеркса I з пропозицією підкорити Грецію (485 рік до н.е.). З окупацією персами значної частини Греції у 480 році до н.е. Алевади почували себе упевнено, але вимушені були визнати себе васалами Великого царя.
Після поразок перської армії становище Алевадів у Фессалії погіршилося. На той час на чолі роду стояли Аристид та Ангелос. Втім вони зуміли домогтися у 476 році до н.е. відступу спартанського царя Леонтіхіда. Проте послабленням становища Алевадів скористався інший фессалійський рід Ехекратидів. Вони відняли у Алевадів звання тагів Фессалії. Хто це зробив достеменно не відомо. Є дані, що влада Ехекратидів у Фессалії тривала до 454 року до н.е. Останнім тагом з цієї родини був Орест.
Втім ослаблення Ехекратидів не допомогло Алевадам. місце тага зайняв представник фессалійської родини (але не Скопада або Ехекратид). В цей час влада Алевадів обмежувалася містом Ларисса. Проте у 415 році до н.е. вона зникла навіть тут - місто захопив Лікофрон I, тиран Фер. Втім у 401 році до н.е. Аристіпп Алевад за допомогою найманців-персів зумів повернути собі владу над Лариссою. З цього моменту тривала боротьба між Лікофроном та Аристіппом, а після його смерті у 395 році до н.е. Медієм Алевадами. В цей час Алевади набули минулої ваги у Фессалії, хоча Медій й не зумів стати тагом.
Після смерті Медія Алевада у 370 році до н.е. Поліфрон, тиран Фер, розбив Алевадів та вигнав з м.Ларисса. Тоді останні звернулися до Олександра II, царя Македонії. Той вдерся до Фессалії та прогнав Поліфрона (369 рік до н.е.). Втім македонський цар не передав владу у місті Алевадами, а залишив його собі. Але у 368 році до н.е. Олександр II помер й до влади повернулися Алевади. Останнім володарем Ларисси з династії Алевадів став сім. Але проти нього повстала знать міста, яка запросила Пилипа II, царя Македонії. Останній у 345 році до н.е. вигнав сіма Алевада з міста й встановив над Лариссою власну опіку. З цього часу значення Алевадів остаточно впала. Вони залишалися лише заможною та знатною родиною міста.